# LW Comae Berenices
LW Comae Berenices (LW Com / HD 111395 / HR 4864) es una estrella en la constelación de Cabellera de Berenice de magnitud aparente +6,31. Se encuentra a 57 años luz de distancia del sistema solar.
LW Comae Berenices es una enana amarilla de tipo espectral G5V —también clasificada como G7V— y ~ 5640 K de temperatura efectiva.
Semejante al Sol en muchos aspectos —cabe clasificarla como análogo solar—, brilla con el 83% de la luminosidad solar, siendo su radio el 92% del de nuestra estrella.
Tiene una metalicidad —abundancia relativa de elementos más pesados que el helio— superior a la del Sol en un 26%.
Esta tendencia se observa en elementos como hierro, magnesio, calcio, titanio y cromo.
De igual masa que el Sol, LW Comae Berenices rota más deprisa que éste, con una velocidad de rotación de al menos 2,60 km/s.
Aunque no existe un claro consenso sobre su edad, es, sin duda, una estrella mucho más joven que el Sol; la edad más aceptada para LW Comae Berenices se sitúa entre 1220 y 1320 millones de años, frente a los 4600 millones de años de antigüedad del Sol.
Es una estrella variable BY Draconis, en donde las variaciones de luminosidad están asociadas a la rotación; la amplitud de la variación es de 0,1 magnitudes, siendo el período de 15,8 días.